# Evlogi Peak
Der Evlogi Peak (englisch; bulgarisch връх Евлоги wrach Ewlogi) ist ein 2090 m hoher Berg auf Smith Island im Archipel der Südlichen Shetlandinseln. In der Imeon Range ragt er 1 km nordnordöstlich des Mount Foster und 1,2 km südwestlich des Antim Peak auf. Der Rupite-Gletscher liegt südöstlich von ihm.
Bulgarische Wissenschaftler kartierten ihn 2008. Die bulgarische Kommission für Antarktische Geographische Namen benannte ihn im selben Jahr nach dem bulgarischen 
Unternehmer und Philanthropen Ewlogi Georgiew (1819–1897), Geldgeber für das Hauptgebäude der Universität Sofia.